# Comuna Măstăcani, Galați
Măstăcani este o comună în județul Galați, Moldova, România, formată din satele Chiraftei și Măstăcani (reședința). Se află în Podișul Covurluiului; lângă Prut și Chineja; și la o altitudine de 23 m deasupra nivelului mării. Are o suprafață de 65,04 km². Populația este de 3.783 locuitori, determinată în 1 decembrie 2021, prin recensământ, chestionar.

## Așezare
Comuna se află în marginea estică a județului, la granița cu raionul Cahul din Republica Moldova, la zona de contact între Câmpia Covurlui și Podișul Covurlui, pe malurile râului Chineja și pe malul drept al Prutului. Este străbătută de șoseaua națională DN26, care leagă Galațiul de Murgeni. La Măstăcani, din acest drum se ramifică șoseaua județeană DJ255, care o leagă spre nord-vest de Fârțănești.

## Istorie
La sfârșitul secolului al XIX-lea, comuna făcea parte din plasa Prutul a județului Covurlui și era formată din satele Măstăcani, Chiraftei și Drăgulești, având în total 2225 de locuitori ce trăiau în 518 case. În comună funcționau două biserici și două școli, ambele la Măstăcani: una de băieți, cu 80–85 de elevi, și una de fete, cu 20–25 de eleve. Anuarul Socec din 1925 o consemnează drept reședință a plășii Bujor, având 3500 de locuitori în satele Chiraftei și Măstăcani.
În 1950, comuna a fost transferată raionului Bujor din regiunea Galați. În 1968, a trecut la județul Galați.

## Monumente istorice
Un singur obiectiv din comuna Măstăcani este inclus în lista monumentelor istorice din județul Galați ca monument de interes local: biserica „Sf. Voievozi” din Chiraftei, datând din 1828, și clasificată ca monument de arhitectură.

## Demografie
Componența etnică a comunei Măstăcani
     Români (90,35%)
     Alte etnii (0,05%)
     Necunoscută (9,6%)
Componența confesională a comunei Măstăcani
     Ortodocși (89,51%)
     Alte religii (0,48%)
     Necunoscută (10,02%)
Conform recensământului efectuat în 2021, populația comunei Măstăcani se ridică la 3.783 de locuitori, în scădere față de recensământul anterior din 2011, când fuseseră înregistrați 4.606 locuitori. Majoritatea locuitorilor sunt români (90,35%), iar pentru 9,6% nu se cunoaște apartenența etnică. Din punct de vedere confesional, majoritatea locuitorilor sunt ortodocși (89,51%), iar pentru 10,02% nu se cunoaște apartenența confesională.

## Politică și administrație
Comuna Măstăcani este administrată de un primar și un consiliu local compus din 13 consilieri. Primarul, Dănuț Ilie[*], de la Partidul Social Democrat, este în funcție din 2008. Începând cu alegerile locale din 2024, consiliul local are următoarea componență pe partide politice:
|  | Partid                          | Consilieri | Componența Consiliului | Componența Consiliului | Componența Consiliului | Componența Consiliului | Componența Consiliului | Componența Consiliului | Componența Consiliului |
|  | ------------------------------- | ---------- | ---------------------- | ---------------------- | ---------------------- | ---------------------- | ---------------------- | ---------------------- | ---------------------- |
|  | Partidul Social Democrat        | 7          |                        |                        |                        |                        |                        |                        |                        |
|  | Alianța pentru Unirea Românilor | 3          |                        |                        |                        |                        |                        |                        |                        |
|  | Partidul Național Liberal       | 2          |                        |                        |                        |                        |                        |                        |                        |
|  | Uniunea Salvați România         | 1          |                        |                        |                        |                        |                        |                        |                        |

## Cultură

### Biblioteca comunală
Biblioteca Comunală Măstăcani își desfășoară activitatea într-o sală din cadrul Căminului Cultural și deservește în jur de 5300  locuitori.
Dintre activitățile desfășurate de Biblioteca Comunală Măstăcani fac parte cele desfășurate în colaborare cu Cynthia, voluntar în cadrul Organizației  "Corpul Păcii", împreună cu  care s-au desfășurat pe parcursul vacanței de vară programe distractiv-educative pentru copii, pe categorii de vârstă.